# ملایوسف (اردبیل)
ملایوسف محله ای است در شهر
اردبیل، که در استان اردبیل، شهرستان اردبیل، بخش مرکزی، دهستان بالغلو قرار دارد. ازملایوسف قدیم تنها هشت خانه باقیمانده وجمعیت ملایوسف که نسلشان ملایوسفی باشد به حدود ۴۰ نفر می‌رسد ولی همانند جاهای دیگرملایوسف الان به شهر اردبیل چسبیده وبافت قدیمی خود را از دست داده است

## جمعیّت
بر اساس سرشماری سال ۱۳۸۵ جمعیّت این محله ۴۷۵۲ نفر با ۱۱۵۰ خانوار بوده‌است.